# Алькольярін
Алькольярін (ісп. Alcollarín) — муніципалітет в Іспанії, у складі автономної спільноти Естремадура, у провінції Касерес. Населення — 260 осіб (2010).
Муніципалітет розташований на відстані близько 220 км на південний захід від Мадрида, 60 км на південний схід від Касереса.

## Демографія
Динаміка населення (INE ):

## Галерея зображень

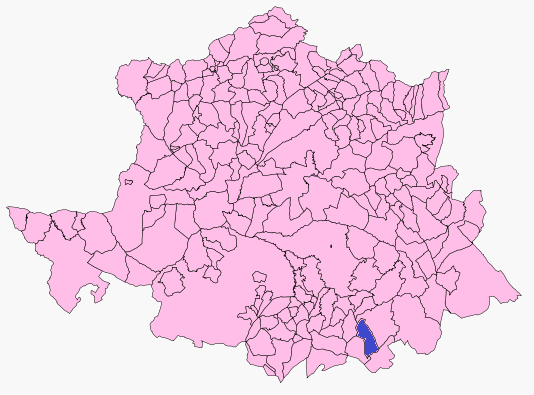
Розташування муніципалітету у провінції Касерес